# Mencio
Mengke (孟軻), llamado también Mencio (孟子, pinyin Mèngzǐ, Wade-Giles Meng Ke, literalmente "Maestro Meng"), (372 a. C.-289 a. C.), fue un filósofo chino, el más eminente seguidor del confucianismo. Es parte de la cuarta generación de discípulos de Confucio. Mencio heredó la ideología de Confucio y la desarrolló aún más. Al vivir durante el periodo de los Reinos Combatientes, se dice que pasó gran parte de su vida viajando por los estados ofreciendo consejos a diferentes gobernantes. Las conversaciones con estos gobernantes forman la base del Mencio, que más tarde sería canonizado como un clásico confuciano.
Un principio fundamental de su obra es que la naturaleza humana es justa y humana. Las respuestas de los ciudadanos a las políticas de los gobernantes encarnan este principio, y un estado con políticas justas y humanas florecerá por naturaleza. Los ciudadanos, libres del buen gobierno, dedicarán entonces tiempo al cuidado de sus esposas, hermanos, mayores e hijos, y se educarán con ritos y serán naturalmente mejores ciudadanos. Esto lo puso en desacuerdo con su contemporáneo cercano, Xunzi, quien creía que la naturaleza humana es mala por nacimiento.

## Filosofía
En China a Mencio se le conoce como Mengzi ("Maestro Meng"). Fue educado por los seguidores de Zisi, nieto de Confucio. Tras su muerte, sus discípulos publicaron sus discursos en su obra, conocida como Mengzi, donde defiende que el hombre es bueno por naturaleza (similarmente a Jean-Jacques Rousseau) y debe poder desarrollar una conducta razonable y recta. Según este pensador, en el corazón de todo ser humano hay cuatro sentimientos naturales o tendencias que le orientan hacia el buen camino:
1. El sentimiento de compasión
2. El sentimiento de vergüenza
3. El sentimiento de respeto y modestia
4. El sentimiento de lo que está bien y mal

Esos sentimientos son una especie de raíces que, cultivadas, desarrollan las virtudes de la benevolencia, la rectitud, la urbanidad y la sabiduría. Mencio intentó influir en los gobernantes de su tiempo para que creasen las condiciones más favorables para el desarrollo de las personas. En sus escritos dejó dicho que el gobernante sabio es aquel que se preocupa por el bienestar de su pueblo:

El soberano inteligente organiza la producción de sus súbditos de forma que puedan sostener a su padre y a su madre, a sus hijos y esposas, que en los años buenos puedan comer a su gusto, y en los malos no morir de hambre. Una vez alcanzado esto, los dirigirá hacia la práctica del bien y el pueblo le seguirá. (Mengzi, I A 7)

Mencio clasificó dos virtudes, la bondad y la rectitud. Con la educación, se puede preservar la bondad innata al nacer. Dijo: "Un gran hombre es el que no pierde el corazón de niño."

## Pensamiento político

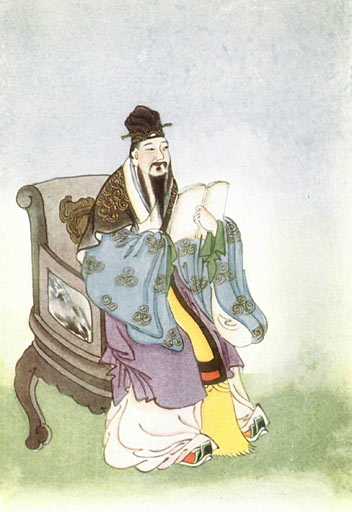
Mencio

Mencio destacaba la importancia de los ciudadanos comunes dentro del Estado. Mientras el Confucianismo generalmente tenía una alta estima por los gobernantes, él argumentaba que es aceptable que los súbditos depongan o incluso asesinen al gobernante que ignora las necesidades de la gente y gobierna con dureza, pues un gobernante que no gobierna con justicia no es ya un verdadero gobernante. También dijo, durante el período de las Primaveras y Otoños, que no existe guerra justa.

### Sistema de «comunismo agrario primitivo»
Siguiendo la línea del utopismo social que aparece en uno de los Cinco Clásicos del confucianismo, el Libro de los Ritos, donde se habla de la pérdida edad de oro de la Gran Unidad (datong), Mencio propone un utópico sistema de «comunismo agrario primitivo», cuya influencia llegará al siglo XX —especialmente entre los marxistas que lo interpretarán como una versión del «comunismo primitivo»—. Lo denomina jingtian o «campo en forma de pozo» (en referencia al carácter chino 井 "pozo" que delimita nueve apartados) ya que se basa en la división de los campos en nueve partes, de las que las ocho de la periferia serían distribuidas entre las familias, mientras que la novena, situada en el centro, sería cultivada de forma comunitaria en beneficio del príncipe.

Los que cultiven el mismo jing estarán siempre juntos, dondequiera que vayan; compartirán las tareas de defensa y las guardias nocturnas. En las enfermedades se socorrerán mutuamente. Así todos los habitantes se amarán y vivirán en armonía.

### Política y economía
Mencio hizo hincapié en la importancia de los ciudadanos comunes en el Estado. Aunque en general el confucianismo tiene en alta estima a los gobernantes, sostenía que es aceptable que los súbditos derroquen o incluso maten a un gobernante que ignore las necesidades del pueblo y gobierne con dureza. Esto se debe a que un gobernante que no gobierna con justicia ya no es un verdadero gobernante. Hablando del derrocamiento del malvado rey Zhou de Shang, Mencio dijo: "Sólo he oído hablar de matar a un villano Zhou, pero no de asesinarlo [como] gobernante".
Este dicho no debe tomarse como una instigación a la violencia contra las autoridades, sino como una aplicación de la filosofía confuciana a la sociedad. El confucianismo exige una clarificación de lo que puede esperarse razonablemente en cualquier relación. Todas las relaciones deben ser beneficiosas, pero cada una tiene su propio principio o lógica interna. Un gobernante debe justificar su posición actuando con benevolencia antes de poder esperar reciprocidad del pueblo. Desde este punto de vista, un rey es como un mayordomo. Aunque Confucio admiraba a los reyes de grandes logros, Mencio está aclarando la jerarquía adecuada de la sociedad humana. Aunque un rey tiene presumiblemente un estatus superior al de un plebeyo, en realidad está subordinado a las masas populares y a los recursos de la sociedad. De lo contrario, habría un desprecio implícito del potencial de la sociedad humana de cara al futuro. Uno es importante sólo por lo que da, no por lo que toma.
Mencio distinguía entre los hombres superiores que reconocen y siguen las virtudes de la rectitud y la benevolencia y los hombres inferiores que no lo hacen. Sugirió que los hombres superiores sólo consideraban la rectitud, no los beneficios. Eso supone una "propiedad permanente" para mantener la moralidad común. Para garantizar beneficios a los desfavorecidos y a los ancianos, abogó por el libre comercio, los tipos impositivos bajos y un reparto más equitativo de la carga fiscal.
En cuanto a la perspectiva confuciana del mercado, se aprende más del pensamiento de Confucio a partir de Mencio que del propio filósofo. El gobierno no debería intervenir en el mercado. Esto era en parte, para prevenir los monopolios estatales, sin embargo, también era responsabilidad del estado proteger contra futuros monopolios que pudieran llegar a existir. Mencio también abogó por la no imposición de impuestos a las importaciones; el mercado era para intercambiar lo que te faltaba, por lo que gravar a los comerciantes que importaban bienes perjudicaría en última instancia a los aldeanos. La idea que subyace es que las personas son intrínsecamente buenas y racionales y que se puede confiar en que se autorregulen, por lo que la especulación con los precios o el engaño no serían un problema. Los impuestos sobre la propiedad eran aceptables y serían el único medio por el que los duques y los estados recaudarían dinero. No necesitaban recaudar mucho porque los impuestos eran sólo para fondos suplementarios.  Estos impuestos también eran progresivos, lo que significaba que las familias que poseían terrenos más grandes y fértiles pagaban más que las familias con parcelas uniformes. La escasez es un problema en cualquier mercado; sin embargo, Mencio hace hincapié en la reformulación de la idea de un recurso escaso. En lugar de escasos, los recursos deben ser vistos como abundantes. Los recursos se obtienen a través de la ética del trabajo y no por otros medios, por lo que no hay competiciones ni ganancias desleales. Para preservar estos recursos naturales, es necesario utilizarlos o cosecharlos según sus ciclos de crecimiento o reposición. En muchos casos, la posteridad tiene prioridad sobre el beneficio.

## Conceptos principales

### Naturaleza humana
Mencio expone el concepto de que el ser humano es recto y humano por naturaleza. Es la influencia de la sociedad la que causa el mal carácter moral. Mencio describe esto en el contexto de la educación de gobernantes y ciudadanos sobre la naturaleza del hombre. "Aquel que ejercita su mente al máximo conoce su naturaleza" y "el camino del aprendizaje no es otro que encontrar la mente perdida"

### Los cuatro comienzos (o brotes)
Para mostrar la bondad innata, Mencio utilizó el ejemplo de un niño que cae en un pozo. Los testigos de este suceso sienten inmediatamente 

alarma y angustia, no para ganarse la amistad de los padres del niño, ni para buscar la alabanza de sus vecinos y amigos, ni porque les disguste la reputación [de falta de humanidad si no rescataban al niño]....

El sentimiento de conmiseracion es definitivamente el principio de la humanidad;
el sentimiento de vergüenza y aversión es el comienzo de la rectitud;
el sentimiento de deferencia y conformidad es el principio de la corrección;
y el sentimiento de lo correcto o incorrecto es el comienzo de la sabiduría

Los hombres tienen estos Cuatro Comienzos igual que tienen sus cuatro miembros. Tener estos Cuatro Comienzos, pero decir que no pueden desarrollarlos es destruirse a sí mismos.

La naturaleza humana tiene una tendencia innata hacia la bondad, pero la rectitud moral no puede ser instruida hasta el último detalle. Por eso los controles meramente externos siempre fracasan en la mejora de la sociedad. La verdadera mejora resulta del cultivo educativo en entornos favorables. Del mismo modo, los malos ambientes tienden a corromper la voluntad humana. Esto, sin embargo, no es prueba de maldad innata, porque una persona de pensamiento claro evitaría causar daño a los demás. Esta posición de Mencio lo sitúa entre los confucianos como Xunzi que pensaban que las personas eran innatamente malas, y los taoístas que creían que los humanos no necesitaban cultivarse, sólo necesitaban aceptar su bondad innata, natural y sin esfuerzo. Los cuatro principios/brotes podían crecer y desarrollarse, o podían fracasar. De este modo, Mencio sintetizó partes integrales del taoísmo en el confucianismo. El esfuerzo individual era necesario para cultivarse, pero las tendencias naturales de cada uno eran buenas desde el principio. El objeto de la educación es el cultivo de la benevolencia, también conocido como Ren.

### Educación

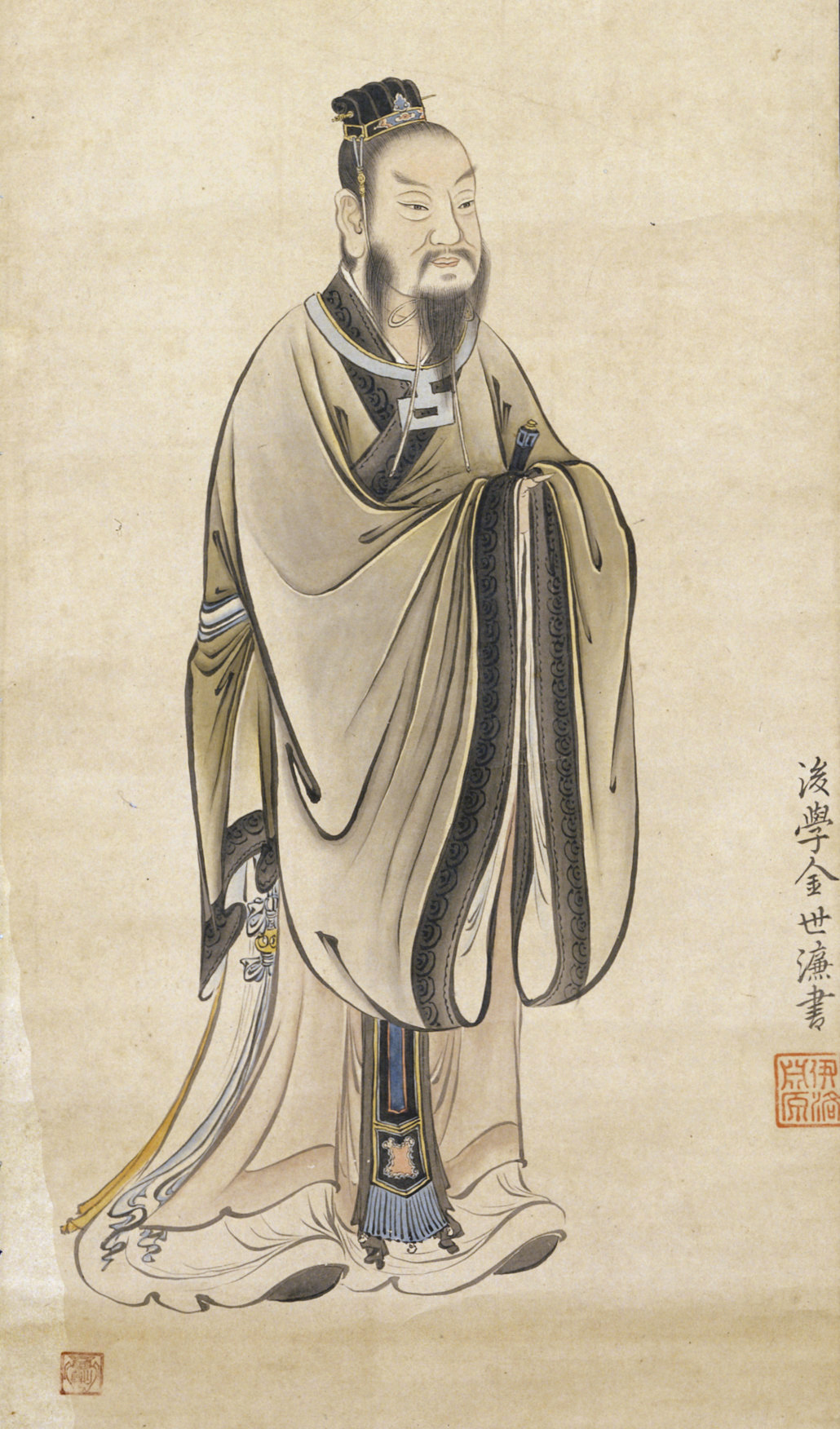
Pintura de Mengzi de Kanō Sansetsu.
Japón, período Edo, 1632.

Según Mencio, la educación debe despertar las capacidades innatas de la mente humana. Denunció la memorización y abogó por el interrogatorio activo del texto, diciendo: "Quien cree todo un libro estaría mejor sin libros" (盡信書，則不如無書, de 孟子.盡心下). Se debe comprobar la coherencia interna comparando secciones y debatir la probabilidad de relatos fácticos comparándolos con la experiencia.

### Destino
Mencio también creía en el poder del Destino para dar forma a los roles de los seres humanos en la sociedad. Lo que está destinado no puede ser ideado por el intelecto humano ni previsto. El destino se muestra cuando surge un camino imprevisto y constructivo. El destino no debe confundirse con el destino. Mencio negó que el Cielo protegiera a una persona independientemente de sus acciones, diciendo: "Quien comprende el Destino no se parará debajo de un muro que se tambalea". El camino correcto es aquel que es natural y no forzado. Este camino también debe mantenerse porque "los caminos no utilizados están cubiertos de maleza". Quien sigue al Destino vivirá una vida larga y exitosa. El que se rebela contra el Destino morirá antes de tiempo.

## Influencia
La interpretación que Mencio dio al Confucianismo ha sido generalmente considerada como la versión ortodoxa por los subsiguientes filósofos confucianos, especialmente los neoconfucianos de la Dinastía Song. El Mengzi, un libro de sus conversaciones con los reyes de la época, es uno de los Cuatro Libros que Zhu Xi agrupó como los fundamentales del pensamiento neoconfuciano. En contraste con las frases de Confucio que eran breves, el Mengzi consiste en diálogos largos, incluyendo argumentos, con prosa extensa.
En el libro "los 100" de Michael H. Hart,un ranking sobre las 100 personas más influyentes de la historia, Confucio quedó en el puesto 92.